# Prosper Szmurło
Prosper Szmurło (ur. 7 lipca 1879 w Wilnie, zm. 1942) – polski metapsycholog, publicysta, założyciel i prezes Polskiego Towarzystwa Psychofizycznego, mason.

## Życiorys
Syn Wincentego Szmurły i Marii z Syrewiczów. 12 sierpnia 1907 roku ożenił się z Józefą Korwin-Pawłowską. Ukończył gimnazjum w Wilnie. Studiował medycynę na Uniwersytecie w Kijowie, za udział w strajkach socjalistów został relegowany z uczelni. Przeniósł się do Warszawy. Studiował filozofię na Uniwersytecie Warszawskim oraz psychologię na Wolnej Wszechnicy Polskiej i na Sorbonie. Pracował w Towarzystwie Wzajemnych Ubezpieczeń na Życie „New York”, potem w różnych wileńskich bankach. W latach I wojny światowej i rewolucji październikowej mieszkał i pracował w Kronsztadzie. Ochotniczo służył w Wojsku Polskim podczas wojny polsko-bolszewickiej, był uczestnikiem Bitwy Warszawskiej.

Od lat 20. zajmował się parapsychologią, spirytyzmem, hipnozą oraz działaniem narkotyków. Był jednym z założycieli Polskiego Towarzystwa Parapsychologicznego (1938). Publikował w „Ilustrowanym Kurierze Codziennym” i dwutygodniku „Rubikon”. Wydawca i redaktor czasopisma „Zagadnienia Metapsychiczne” (1924–1929).

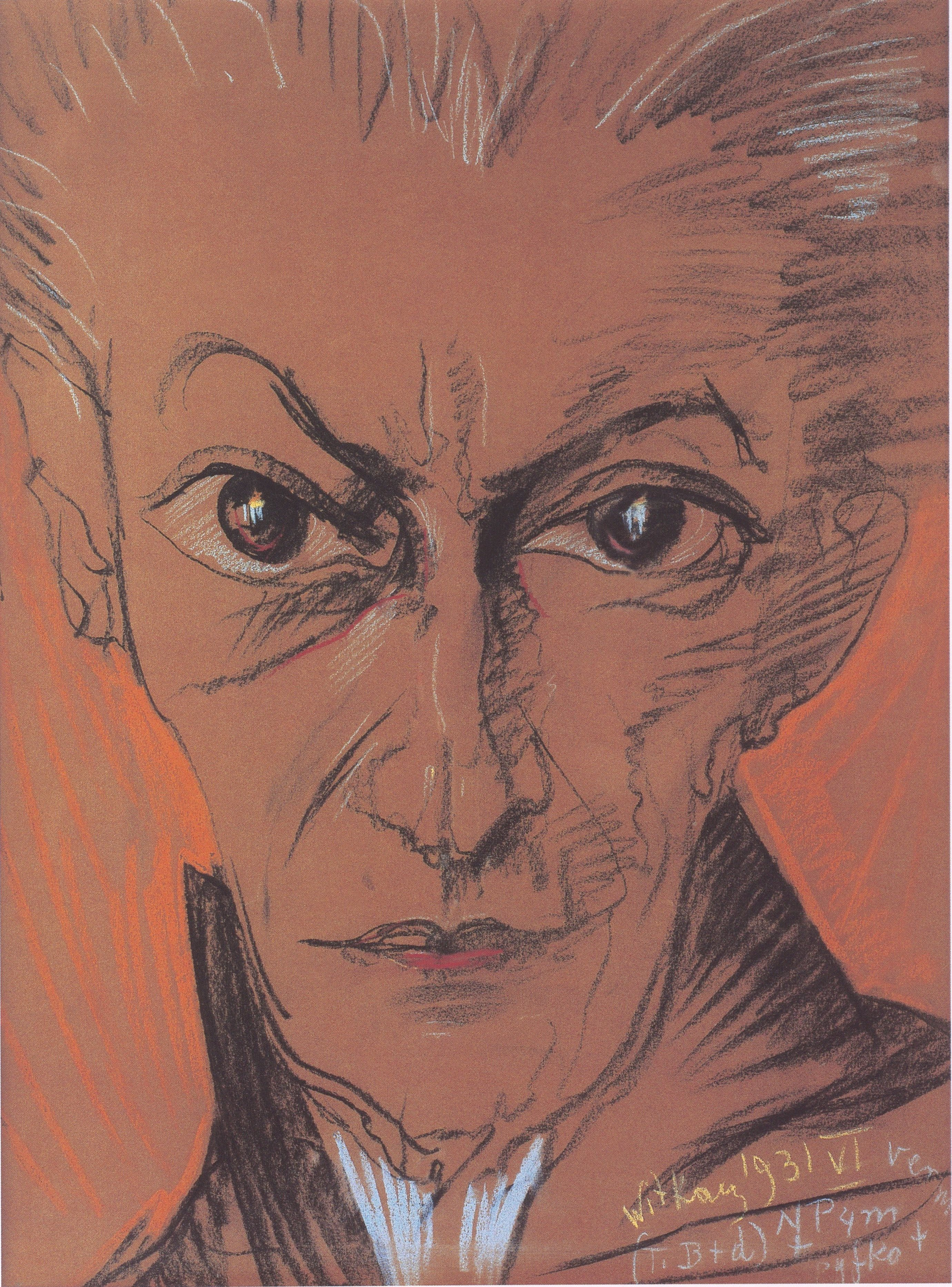
Portret mężczyzny autorstwa Witkacego, być może przedstawiający Prospera Szmurłę

## Prace
- Świat nadzmysłowy i metody jego badania: odczyt wygłoszony w Muzeum Przem. i Roln. w Warszawie 1 października 1922 r. na korzyść Warsz. T-wa Psycho-Fizycznego. Warszawa: Świt, 1928.
- Sen, jego symbolika i nadświadomość: odczyt wygłoszony w Muzeum Przem. i Rolnictwa w Warszawie na korzyść Warszaw. T-wa Psycho-Fizycznego, znacznie rozszerzony i uzupełniony. Warszawa: Świt, 1928.
- Ze świata tajemnic: metapsychika, okultyzm, spirytyzm. Warszawa: Świt, 1928.
- Jak zwalczać brzydotę i starość. Warszawa: Księgarnia Popularna, 1929.